# Budō shōshin shū

Budō shōshin shū (武道初心集, soit Introduction à la voie des samouraïs) est un livre de Shigetsuke Taira écrit au XVIIIe siècle et publié à titre posthume.
En voici un extrait :
Le serment du samouraï

Je n'ai pas de parents, je fais des cieux et de la terre mes parents.

Je n'ai pas de demeure, je fais de Tan t'ien ma demeure.

Je n'ai pas de pouvoir divin, je fais de mon honnêteté mon pouvoir divin.

Je n'ai pas de fortune, je fais de ma docilité ma richesse.

Je n'ai pas de pouvoir magique, je fais de ma personnalité mon pouvoir magique.

Je n'ai ni de vie ni de mort, ma vie et ma mort ne font qu'un.

Je n'ai pas de corps, je fais de mon stoïcisme mon corps.

Je n'ai pas d'yeux, je fais de l'éclair mes yeux.

Je n'ai pas d'oreilles, je fais de ma sensibilité mes oreilles.

Je n'ai pas de membres, je fais de ma promptitude mes membres.

Je n'ai pas de lois, je fais de mon autodéfense ma loi.

Je n'ai pas de stratégie, je fais du droit de tuer et de protéger ma stratégie.

Je n'ai pas de dessein, je fais de la saisie instinctive de l'occasion mon dessein.

Je n'ai pas fait de miracle, je fais du respect de la loi mon miracle.

Je n'ai pas de principes, je fais de mon adaptation en toutes circonstances mon principe.

Je n'ai pas de tactique, je fais de la vacuité et de la plénitude ma tactique.

Je n'ai pas de talents, je fais de mon esprit prêt à réagir mon talent.

Je n'ai pas d'amis, je fais de mon esprit mon ami.

Je n'ai pas d'ennemis, je fais de l'imprudence mon ennemi.

Je n'ai pas d'armure, je fais de ma bienveillance mon armure.

Je n'ai pas de château, je fais de mon esprit inébranlable mon château.

Je n'ai pas d'épée, je fais de mon non-être mon épée.